# Ala delta

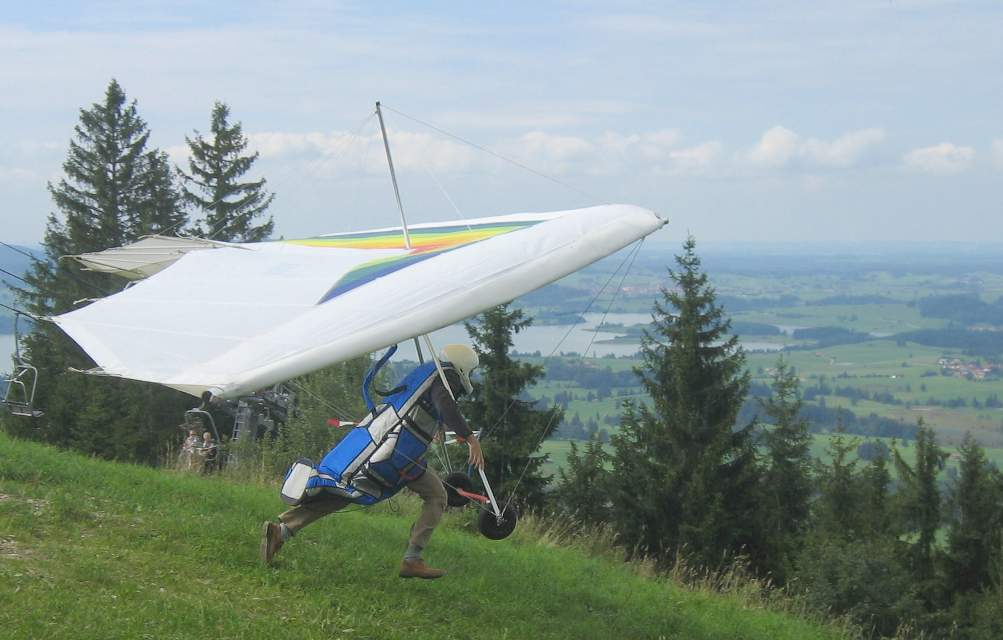
Moment de l'enlairament d'una ala delta.

L'Ala delta és un aerodí d'ala fixa construït per poder planar i realitzar vols sense motor. L'enlairament i aterratge s'efectuen a baixa velocitat, així que és possible realitzar-los a peu. És similar al parapent, però l'aparell consisteix bàsicament en una ala en forma de delta de la qual es penja una persona, en posició horitzontal, mitjançant uns arnesos. El primer prototip va ser fet per la NASA: l'ala de Rogallo.

## Història
El primer vol reeixit -però sense control- fou fet per Abás Ibn Firnas en el segle ix, i fins a 1890 no fou quan l'enginyer Alemany Otto Lilienthal va realitzar més de 2000 vols controlats des d'un pujol artificial. Quan els germans Wright van inventar el vol motoritzat, l'interès en l'ala delta i el control pendular va desaparèixer. L'ala delta va ressorgir altra vegada en 1961 quan Francis Rogallo, enginyer de la NASA, va inventar l'ala flexible, també coneguda com l'ala Rogallo per a ser usada com paracaigudes controlable per al programa Apollo; En 1965 la NASA va descartar l'ús de l'ala Rogallo i pilots esportistes la van adaptar per a ús de planador esportiu. L'adaptació més reeixida fou realitzada per l'Australià John Dickenson en 1963. En la dècada de 1970 companyies per tot el món van començar a fer còpies de l'ala delta de Dickenson, i el vol lliure es va tornar popular com esport de diversió i de competició en moltes parts del món, especialment en Europa, Austràlia, Nova Zelanda i EUA Els primers campionats del món es van celebrar en 1976, en Àustria.
L'ala delta se serveix d'una superfície de tela molt àmplia, amb forma de delta, i parteix de llocs elevats per a planejar.

## Elements
El vol amb ala delta es basa en l'aprofitament de corrents ascendents d'aire o termals que amb una ala delta, volen pels principis que s'apliquen a qualsevol aeronau. Aprofitant els corrents d'aire ascendents, el pilot pot mantenir-se en vol durant llargs períodes i realitzar acrobàcies.
L'ala delta es compon d'una vela sustentada en una estructura triangular d'alumini en el centre del qual va suspès el pilot per mitjà d'un arnés de seguretat i normalment adopta una posició d'estesa, dirigint l'ala delta per mitjà de canvis de posició pendular amb la qual cosa desplaça el centre de gravetat. Les dues formes d'enlairament més utilitzades són remolcats, ja siga per un torn o mitjançant aero-towing, i l'enlairament a peu, el qual es realitza corrent per un pendent, fins que l'ala assoleix la sustentació necessària o despenjant-se en picada uns metres per a obtenir la velocitat necessària.